# Équation de Saha
Pour les articles homonymes, voir Saha.
L'équation d'ionisation de Saha, aussi connue sous le nom d'équation de Saha-Langmuir, est une formule qui relie l'état d'ionisation d'un élément à la température et à la pression. Elle résulte de la combinaison d'idées venant de la mécanique quantique et de la physique statistique, et sert à expliciter la classification spectrale des étoiles. Cette équation a été développée par l'astrophysicien indien Meghnad Saha en 1920, puis en 1923 par Irving Langmuir.

## Description
Pour un gaz de température suffisamment haute, les collisions thermiques entre les atomes ioniseront certains d'entre eux. Un ou plusieurs électrons qui sont normalement liés aux atomes dans les orbitales autour du noyau atomique, seront éjectés de l'atome pour former un gaz d'électrons coexistant avec le gaz formé des ions atomiques et des atomes neutres. Cet état de la matière est appelé plasma. L'équation de Saha décrit le degré d'ionisation de ce plasma en fonction de la température, de la densité, et des énergies d'ionisation des atomes. L'équation de Saha n'est valable que pour les plasmas faiblement ionisés pour lesquels la longueur de Debye est grande. Ceci signifie que le « criblage » de la charge de Coulomb des ions et des électrons par d'autres ions et des électrons est négligeable. L'abaissement suivant des potentiels d'ionisation et de la « coupure » de la fonction de cloison est donc également négligeable.
Pour un gaz composé d'espèces atomiques simples, l'équation de Saha s'écrit :
{\displaystyle {\frac {n_{i+1}n_{e}}{n_{i}}}={\frac {2}{\Lambda ^{3}}}{\frac {g_{i+1}}{g_{i}}}\exp \left[-{\frac {(\epsilon _{i+1}-\epsilon _{i})}{k_{B}T}}\right]},
où :
- {\displaystyle n_{i}\,} est la densité des atomes dans leur i-ème état d'ionisation, c'est-à-dire avec i électrons arrachés ;
- {\displaystyle g_{i}\,} est le niveau de dégénérescence des états pour les ions i-ème ;
- {\displaystyle \epsilon _{i}\,} est l'énergie requise pour supprimer i électrons d'un atome neutre, créant un i-niveau ionique ;
- {\displaystyle n_{e}\,} est la densité d'électrons ;
- {\displaystyle \Lambda \,} est la longueur d'onde thermique de de Broglie d'un électron : {\displaystyle \Lambda \equiv {\sqrt {\frac {h^{2}}{2\pi m_{e}k_{B}T}}}};
- {\displaystyle m_{e}\,} est la masse d'un électron ;
- {\displaystyle T\,} est la température du gaz ;
- {\displaystyle k_{B}\,} est la constante de Boltzmann ;
- {\displaystyle h\,} est la constante de Planck.

Dans le cas où seulement un niveau d'ionisation est important, nous avons n  tel que {\displaystyle n=n_{0}+n_{1}}, l'équation de Saha simplifie en :
{\displaystyle {\frac {n_{e}^{2}}{n-n_{e}}}={\frac {2}{\Lambda ^{3}}}{\frac {g_{1}}{g_{0}}}\exp \left[{\frac {-\epsilon }{k_{B}T}}\right]},
où {\displaystyle \epsilon } est l'énergie d'ionisation.

## Densité des particules
L'équation de Saha est utile pour déterminer le rapport des densités de particules pour deux niveaux différents d'ionisation. La forme la plus utile de l'équation de Saha à cette fin est :
{\displaystyle {\frac {Z_{i}}{N_{i}}}={\frac {Z_{i+1}Z_{e}}{N_{i+1}N_{e}}}},
où Z provient de la fonction de partition en physique statistique. L'équation de Saha peut être vue comme un ajustement de l'état d'équilibre pour un potentiel chimique :
{\displaystyle \mu _{i}=\mu _{i+1}+\mu _{e}}
Cette équation déclare simplement que le potentiel pour un atome de l'état i d'ionisation de s'ioniser est identique au potentiel pour un électron et un atome de l'état i+1 d'ionisation ; les potentiels sont égaux, donc le système est dans l'équilibre et aucun changement net d'ionisation ne se produira.